# Ljungflickblomfluga
Ljungflickblomfluga (Melangyna ericarum) är en tvåvingeart som först beskrevs av Collin 1946.  Ljungflickblomfluga ingår i släktet flickblomflugor, och familjen blomflugor. Arten har ej påträffats i Sverige. Inga underarter finns listade i Catalogue of Life.